# Ecomuseo dell'alta via dell'Oglio
L'Ecomuseo dell'Alta via dell'Oglio è un ecomuseo riconosciuto dalla Regione Lombardia nel 2013.
Ha sede nel Comune di Vione ed il suo territorio comprende quello dei comuni di Ponte di Legno, Temù, Vezza d'Oglio, Incudine e Monno. Questi sei comuni ("Comuni aderenti") hanno costituito l'ecomuseo a partire dal 2009.
È un'istituzione culturale senza scopo di lucro, costituita con lo scopo di "documentare, conservare e valorizzare la memoria storica del territorio nelle sue manifestazioni materiali ed immateriali, attraverso la gestione attiva e coordinata delle sedi e dei percorsi ecomuseali".

## Territorio
L'ecomuseo si estende sul territorio del ramo orientale dell'Alta Valle Camonica, coincidente con il bacino imbrifero dell'alto corso dell'Oglio. L'identità territoriale di questa area è prodotta dalla millenaria attività di pastorizia, che ha costituito la principale attività economica fino agli anni '60 del XX secolo. Ulteriori elementi caratterizzanti che hanno segnato il territorio sono costituiti dagli eventi bellici intercorsi durante il primo conflitto mondiale ("Guerra Bianca") nel settore alpino che va dal Passo di Gavia al Gruppo dell'Adamello e l'attività di costruzione di bacini artificiali al Pisgana, nella Valle dell'Avio e in molti altri siti a partire dagli anni '20 del '900.

## Patrimonio tutelato
Su entrambi i versanti montani del territorio ecomuseale si estendono le aree protette del Parco nazionale dello Stelvio e del Parco regionale dell'Adamello. 
Dal punto di vista storico, l'area conserva tracce di frequentazione umana fin dal periodo glaciale (ritrovamenti di punte di freccia sulla piana di Ercavallo) e di insediamenti a partire almeno dall'età del ferro.
Numerosi paesi del territorio presentano ancora un tessuto viario ed emergenze architettoniche di epoca medievale, e alcuni pregevoli esempi di architetture religiose romaniche, come le chiese di S. Apollonio di Plampezzo e S. Clemente di Vezza d'Oglio.
L'area fu un centro di produzione della scultura lignea in età barocca di cui ancora si conservano numerose opere.
La civiltà contadina è stata studiata e documentata dal Museo Etnografico 'L Zuf di Vione a partire dagli ultimi decenni del secolo XX, mentre il Museo della Guerra Bianca di Temù è uno dei centri di ricerca più importanti a livello italiano per quanto concerne la "Guerra Bianca", di cui rimangono numerosi manufatti nelle aree di montagna.
Sono presenti diverse produzioni tipiche, alcune protette dalla Denominazione Comunale (De.Co.) istituita per esempio dal Comune di Ponte di Legno, altre, come il Silter di Valle Camonica, riconosciuto come prodotto D.O.P.

## Il logo
Il logo dell'Ecomuseo dell'Alta via dell'Oglio raffigura una fibula longobarda ritrovata durante una campagna di scavi negli anni '70 del XX secolo a Vione, circondata da una linea semicircolare arancione nella parte inferiore e dalla scritta "Alta via dell'Oglio - ecomuseo", in colore verde.

## Istituzione
L'Ecomuseo dell'Alta Via dell'Oglio ha un antecedente nelle attività culturali promosse fin dagli anni settanta del XX secolo per iniziativa delle amministrazioni comunali dell'Alta Valle Camonica.
In seguito alla pubblicazione della Legge regionale della Lombardia n. 13/2007, l'amministrazione comunale di Vione decise la creazione di un ecomuseo sul suo territorio per coordinare ed organizzare i soggetti privati e pubblici già attivi nel campo culturale.
Tra il 2009 e il 2013, tutti i sei comuni della Unione lombarda dei Comuni dell'Alta Valle Camonica aderirono all'ente.

## Organizzazione
L'ecomuseo è governato da una Cabina di regia, formata da un delegato per ciascuno dei comuni aderenti e da rappresentanti delle associazioni e della popolazione del territorio. La Cabina di regia ha il compito di:
- discutere ed approvare le linee di ricerca e di intervento;
- discutere ed approvare i progetti ecomuseali;
- discutere ed approvare il bilancio annuale da presentare ai comuni Aderenti;
- discutere e approvare i programmi pluriennali di gestione e di investimento[11].

Gli altri organi dell'ente sono costituiti dal Coordinatore dell'Ecomuseo e dal Comitato tecnico scientifico.
Il Coordinatore dell'Ecomuseo, a partire dal 2013, è eletto tra i membri della Cabina di regia ed ha il compito di:
- predisporre la proposta di programma annuale delle attività ecomuseali da presentare alla cabina di regia;
- coordinare le attività dell'Ecomuseo assicurandosi della buona riuscita;
- partecipare alle attività organizzate dalla rete degli Ecomusei di Lombardia e relazionare alla cabina di regia([13]).

Il Comitato tecnico scientifico è formato da "soggetti dotati comprovata esperienza nel settore culturale, scientifico, artistico, etnoantopologico e turistico con specifiche competenze conoscitive del territorio dell'Ecomuseo, del patrimonio e della storia della comunità, della vita associativa locale, delle componenti ambientali, paesaggistiche, culturali, artistiche, socioeconomiche, etnoantropologiche turistiche e di archeologia industriale" e fornisce supporto tecnico scientifico alla Cabina di regia nelle attività di indirizzo, programmazione e gestione dell'Ecomuseo.